# Grumman X-29
Le Grumman X-29, désigné par son constructeur Model 712, est un  avion expérimental américain développé dans les années 1980 en vue d'étudier les caractéristiques d'un appareil doté d'une aile en flèche inversée et de plans-canards ; et d'étudier les avantages d'une telle formule.
L'instabilité générée par cette configuration non conventionnelle oblige les ingénieurs à équiper l'appareil de commandes de vol électriques contrôlées par des calculateurs numériques. Afin de rigidifier la structure, soumise à des phénomènes d'aéroélasticité, des matériaux composites sont utilisés permettant aussi de diminuer la masse à vide.
Le premier X-29 prend l'air pour la première fois le 14 décembre 1984, un deuxième appareil rejoint ensuite le programme effectuant de nombreux vols d'essais jusqu'au début des années 1990.

## Historique du programme

### Développement

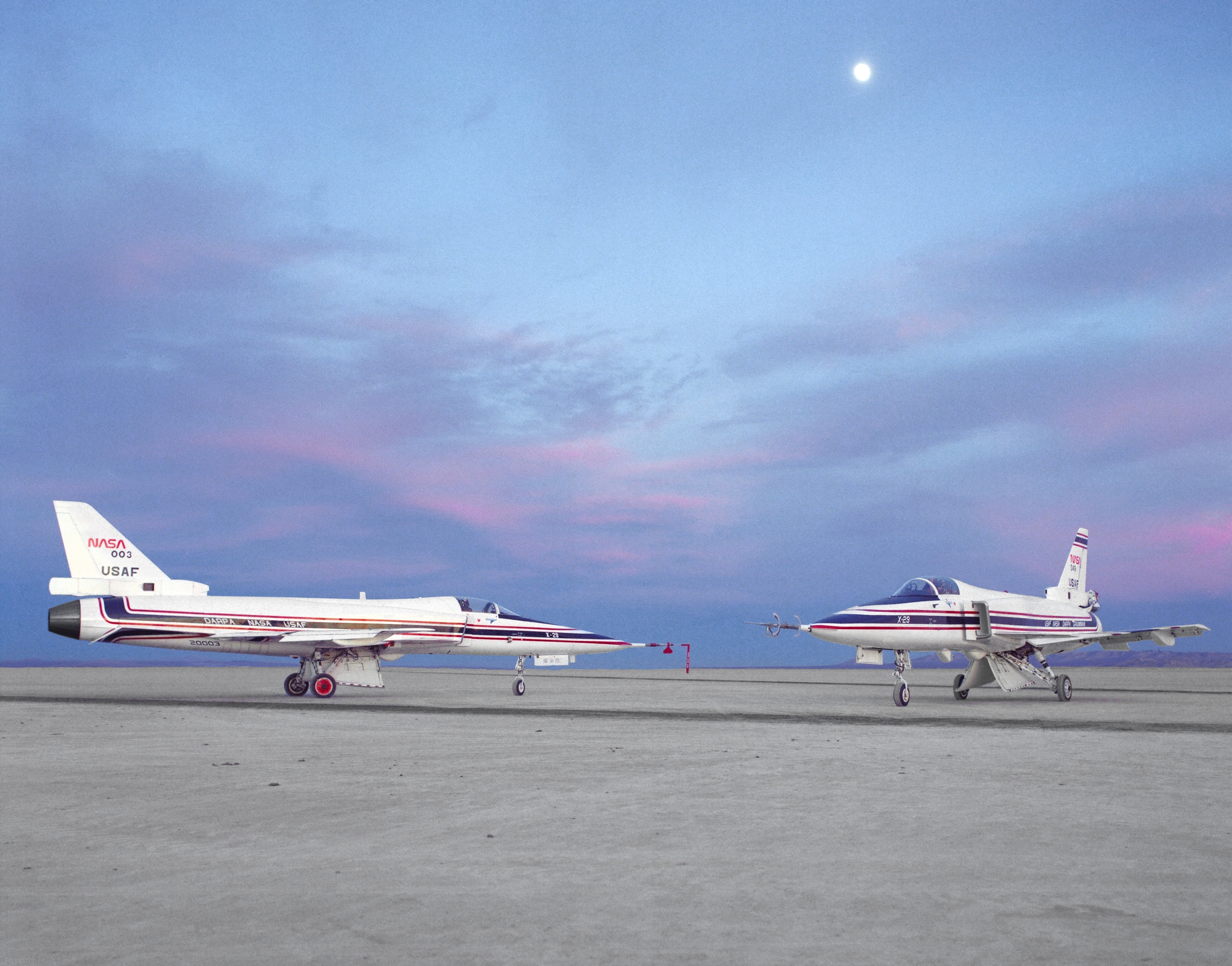
Les deux seuls X-29 produits

En se basant sur des études allemandes de la Seconde Guerre mondiale, et en particulier celles conduites dans le cadre du développement du Junkers Ju 287, Grumman mène dans les années 1980 un programme d'essai en soufflerie d'appareils dotés d'une voilure en flèche inversée. Ces recherches, financées par la DARPA, intéressent l'US Air Force qui demande aux avionneurs américains de lui soumettre des projets de démonstrateurs technologiques utilisant la formule de flèche inversée. 
Deux projets sont en compétition : celui de General Dynamics, qui propose une version lourdement modifiée de son F-16 Fighting Falcon, et celui de Grumman qui présente un appareil basé sur le fuselage du Northrop F-5A Freedom Fighter. Un troisième concurrent, le Rockwell Sabrebat, ne dépasse pas le stade de la maquette grandeur nature.
Le 22 décembre 1981 l'US Air Force attribue à Grumman un contrat de 80M USD pour le développement et la production de deux démonstrateurs technologiques à aile en flèche inversée. Les appareils, désignés X-29A par l'US Air Force et model 712 ou G712 par Grumman, sont construits à partir des fuselages de deux F-5A réformés, le train auxiliaire est conservé tandis que les servocommandes et les trains principaux sont similaires à ceux montés sur les F-16. L'utilisation de matériaux composites permet de concevoir une aile en flèche inversée de 33° capable de résister à d'importantes contraintes aérodynamiques.
Afin d'augmenter sa maniabilité l'avion est volontairement conçu comme très instable, le centre de gravité est ainsi placé très en arrière du foyer. La seule solution pour qu'un tel appareil soit pilotable est de le doter de commandes de vol électriques gérées par un calculateur numérique. Le X-29A est ainsi équipé de trois chaînes numériques chacune doublée d'une chaîne analogique. Chaque chaîne est équipée d'un calculateur capable d'effectuer jusqu'à 40 corrections par seconde. Une seule chaîne aurait pu assurer à elle seule le contrôle de l'appareil mais la redondance des systèmes permet une probabilité de panne totale au plus égale à celle de commandes de vol classiques.

### L'aéroélasticité
Du fait de sa configuration originale, l'appareil est soumis à un phénomène d'aéroélasticité. Sur des ailes à flèche inversée, les forces de portance engendrent un moment de flexion tendant à relever le bord d'attaque. L'angle d'incidence de la voilure est ainsi augmenté ce qui engendre des efforts de torsion supplémentaires. L'aéroélasticité peut ainsi engendrer à court terme de graves problèmes structuraux pouvant aller jusqu'à la rupture d'une aile. Les alliages métalliques utilisés habituellement supportant difficilement les efforts de torsion, une voilure de construction traditionnelle aurait dû être rigidifiée par une structure massive ce qui l'aurait considérablement alourdie. Pour pallier ce défaut, les ingénieurs choisissent d'utiliser des matériaux composites alliant une très grande résistance aux efforts en traction et en torsion à une faible masse.
La voilure du X-29 utilise les propriétés de "non-isotropie" de la fibre de carbone pour contrer les phénomènes d'aéroélasticité. La géométrie du tissage des fibres permet de coupler les efforts en torsion et en flexion, ainsi lorsque l'aile est soumise à un effort en flexion tendant à tirer vers le haut ses extrémités les fibres réagissent en fournissant un moment de torsion ayant pour effet de réduire l'angle d'incidence d'une partie de la voilure, les forces aérodynamiques ainsi engendrées s'opposent aux efforts de flexion.

### Essais en vol

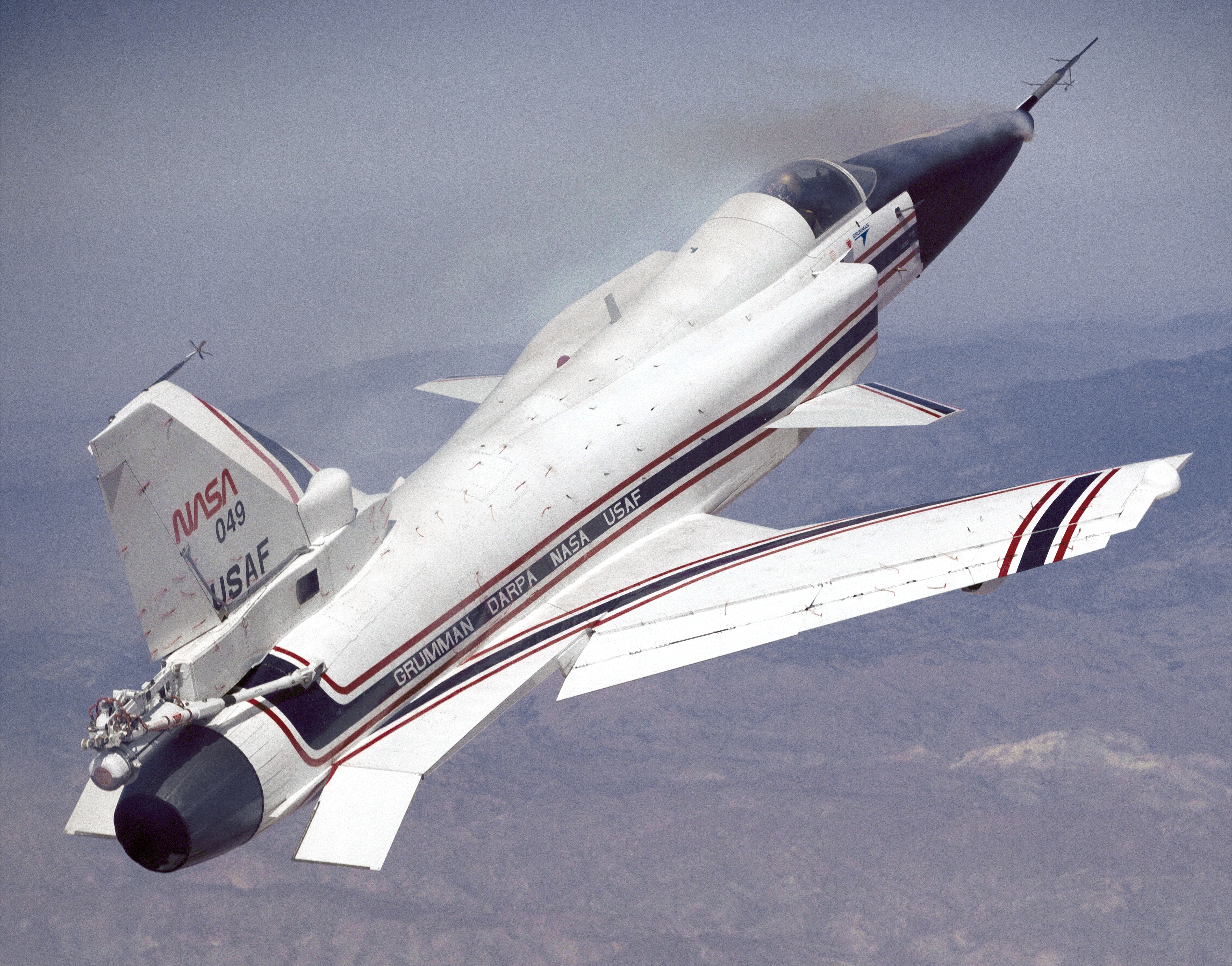
Le 82-0049 équipé de son parachute de sortie de vrille

Le premier X-29A décolle pour la première fois le 14 décembre 1984 depuis la base d'Edwards piloté par Chuck Sewell, pilote d'essai en chef de Grumman. L'appareil est ainsi le troisième avion à réaction à flèche inversé à prendre l'air (ses prédécesseurs étant le Junkers Ju 287, un appareil allemand expérimenté à la fin de la Seconde Guerre mondiale, et le Hamburger Flugzeugbau HFB 320 Hansajet) et le 13 décembre 1985 il devient le premier avion de ce type à franchir le mur du son.
Seulement quatre mois après son premier vol, l'appareil est livré à la NASA et commence son programme d'essais en vol. Le X-29 se révèle aussi fiable que performant et accumule rapidement un grand nombre de vols, certains dépassant les trois heures. La NASA utilise le second X-29 pour mener une série d'essais sur le vol à forte incidence et dote l'appareil d'un parachute de sortie de vrille, lors de ces essais le X-29 atteint un angle de 67° tout en restant contrôlable.
En 1986 le premier X-29 (serial 82-0003) est retiré du service après 242 vols tandis que le 82-0049 continue à participer aux essais en vol jusqu'en 1991.

### Postérité
Le premier X-29 (serial 82-0003) est actuellement exposé dans le hall "R&D" du National Museum of the United States Air Force sur la base aérienne de Wright-Patterson tandis que le 82-0049 est quant à lui visible au Dryden Flight Research Center sur la Base Edwards. Une maquette taille réelle a aussi été cédée au National Air and Space Museum de la Smithsonian Institution à Washington.

## Caractéristiques

### Cellule

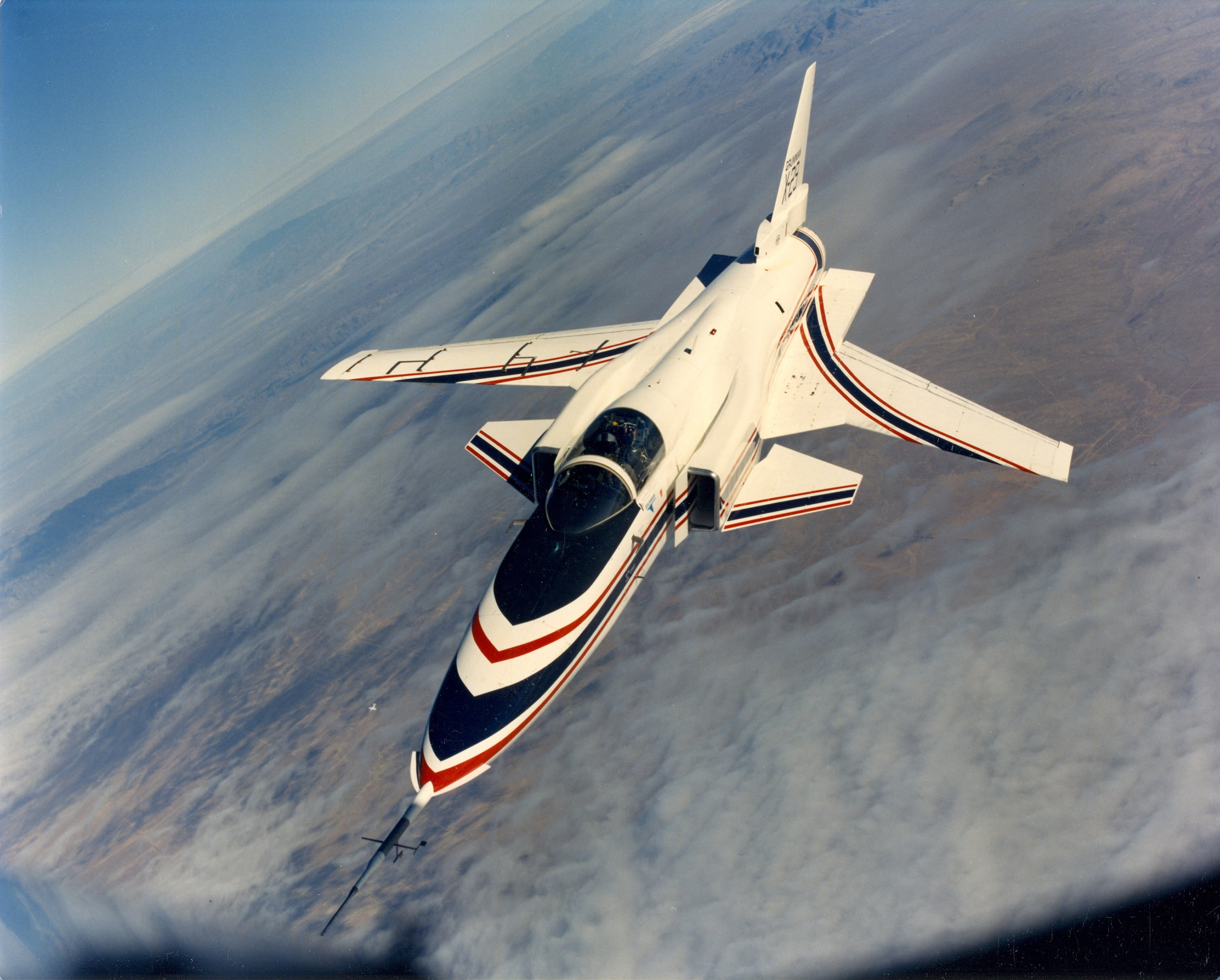
Une vue en vol du X-29 montrant sa configuration originale

L'appareil est doté d'une aile basse en flèche inversée de 33° à profil supercritique. Les matériaux utilisés sont divers alliages d'aluminium et de titane pour la structure et un matériau composite graphite époxy pour le revêtement. Tout le bord de fuite est occupé par des flaperons contrôlés par huit servocommandes fournis par la société National Water Lift. Les emplantures d'aile sont prolongées jusqu'à l'arrière du fuselage par des surfaces fixes terminées par des gouvernes agissant sur le contrôle en tangage, déterminant ainsi une configuration "trois surfaces" .
Le fuselage, équipant originellement le F-5A, est de type semi monocoque et construit majoritairement en alliage d'aluminium.
La dérive est elle aussi en alliage d'aluminium et équipée d'une gouverne de direction actionnée par une servocommande de marque National Water Lift.
Les plans-canards monoblocs en alliage d'aluminium ont un débattement de +30 à -60° et sont contrôlés par une paire de servocommandes de marque National Water Lift.

### Poste de pilotage

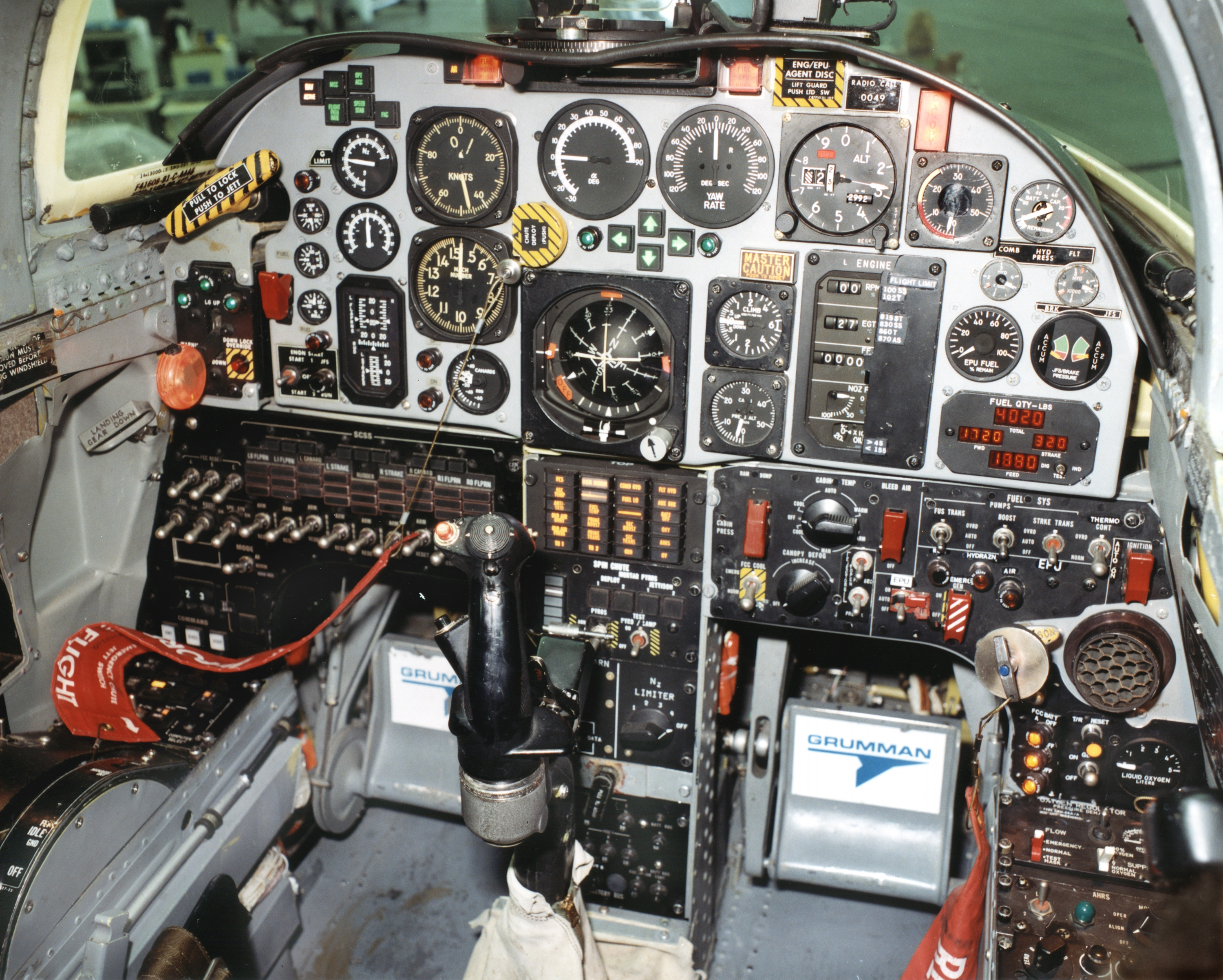
La cabine d'un X-29

La cabine, pressurisée et climatisée, accueille un pilote assis sur un siège éjectable Martin-Baker GRQ-7A et protégé par une verrière similaire à celle montée sur le F-5A.

### Motorisation
L'appareil est propulsé par un turboréacteur General Electric F404-GE-400 équipé d'une postcombustion développant 71,2 kN de poussée.
La capacité en carburant est de 1 804 kg de JP-5 répartis entre deux nourrices situées de part et d'autre du fuselage et deux réservoirs structuraux de voilure.

### Avionique
Le X-29 est doté  d'une centrale gyroscopique Litton LR-80, d'une radio UHF Magnavox AN/ARC-164 et d'un transpondeur Teledyne RT-1063B/APX-101V.
Les commandes de vol électriques triples chaînes sont fabriquées par Honeywell.